# 1584 год
1584 (ты́сяча пятьсо́т во́семьдесят четвёртый) год  по григорианскому календарю — високосный год, начинающийся в воскресенье. Это 1584 год нашей эры, 4‑й год 9‑го десятилетия XVI века 2‑го тысячелетия, 5‑й год 1580‑х годов. Он закончился 441 год назад.
| Пн | Вт | Ср | Чт | Пт | Сб | Вс |
|    |    |    |    |    |    | 1  |
| 2  | 3  | 4  | 5  | 6  | 7  | 8  |
| 9  | 10 | 11 | 12 | 13 | 14 | 15 |
| 16 | 17 | 18 | 19 | 20 | 21 | 22 |
| 23 | 24 | 25 | 26 | 27 | 28 | 29 |
| 30 | 31 |    |    |    |    |    |

| Пн | Вт | Ср | Чт | Пт | Сб | Вс |
|    |    | 1  | 2  | 3  | 4  | 5  |
| 6  | 7  | 8  | 9  | 10 | 11 | 12 |
| 13 | 14 | 15 | 16 | 17 | 18 | 19 |
| 20 | 21 | 22 | 23 | 24 | 25 | 26 |
| 27 | 28 | 29 |    |    |    |    |

| Пн | Вт | Ср | Чт | Пт | Сб | Вс |
|    |    |    | 1  | 2  | 3  | 4  |
| 5  | 6  | 7  | 8  | 9  | 10 | 11 |
| 12 | 13 | 14 | 15 | 16 | 17 | 18 |
| 19 | 20 | 21 | 22 | 23 | 24 | 25 |
| 26 | 27 | 28 | 29 | 30 | 31 |    |

| Пн | Вт | Ср | Чт | Пт | Сб | Вс |
|    |    |    |    |    |    | 1  |
| 2  | 3  | 4  | 5  | 6  | 7  | 8  |
| 9  | 10 | 11 | 12 | 13 | 14 | 15 |
| 16 | 17 | 18 | 19 | 20 | 21 | 22 |
| 23 | 24 | 25 | 26 | 27 | 28 | 29 |
| 30 |    |    |    |    |    |    |

| Пн | Вт | Ср | Чт | Пт | Сб | Вс |
|    | 1  | 2  | 3  | 4  | 5  | 6  |
| 7  | 8  | 9  | 10 | 11 | 12 | 13 |
| 14 | 15 | 16 | 17 | 18 | 19 | 20 |
| 21 | 22 | 23 | 24 | 25 | 26 | 27 |
| 28 | 29 | 30 | 31 |    |    |    |

| Пн | Вт | Ср | Чт | Пт | Сб | Вс |
|    |    |    |    | 1  | 2  | 3  |
| 4  | 5  | 6  | 7  | 8  | 9  | 10 |
| 11 | 12 | 13 | 14 | 15 | 16 | 17 |
| 18 | 19 | 20 | 21 | 22 | 23 | 24 |
| 25 | 26 | 27 | 28 | 29 | 30 |    |

| Пн | Вт | Ср | Чт | Пт | Сб | Вс |
|    |    |    |    |    |    | 1  |
| 2  | 3  | 4  | 5  | 6  | 7  | 8  |
| 9  | 10 | 11 | 12 | 13 | 14 | 15 |
| 16 | 17 | 18 | 19 | 20 | 21 | 22 |
| 23 | 24 | 25 | 26 | 27 | 28 | 29 |
| 30 | 31 |    |    |    |    |    |

| Пн | Вт | Ср | Чт | Пт | Сб | Вс |
|    |    | 1  | 2  | 3  | 4  | 5  |
| 6  | 7  | 8  | 9  | 10 | 11 | 12 |
| 13 | 14 | 15 | 16 | 17 | 18 | 19 |
| 20 | 21 | 22 | 23 | 24 | 25 | 26 |
| 27 | 28 | 29 | 30 | 31 |    |    |

| Пн | Вт | Ср | Чт | Пт | Сб | Вс |
|    |    |    |    |    | 1  | 2  |
| 3  | 4  | 5  | 6  | 7  | 8  | 9  |
| 10 | 11 | 12 | 13 | 14 | 15 | 16 |
| 17 | 18 | 19 | 20 | 21 | 22 | 23 |
| 24 | 25 | 26 | 27 | 28 | 29 | 30 |

| Пн | Вт | Ср | Чт | Пт | Сб | Вс |
| 1  | 2  | 3  | 4  | 5  | 6  | 7  |
| 8  | 9  | 10 | 11 | 12 | 13 | 14 |
| 15 | 16 | 17 | 18 | 19 | 20 | 21 |
| 22 | 23 | 24 | 25 | 26 | 27 | 28 |
| 29 | 30 | 31 |    |    |    |    |

| Пн | Вт | Ср | Чт | Пт | Сб | Вс |
|    |    |    | 1  | 2  | 3  | 4  |
| 5  | 6  | 7  | 8  | 9  | 10 | 11 |
| 12 | 13 | 14 | 15 | 16 | 17 | 18 |
| 19 | 20 | 21 | 22 | 23 | 24 | 25 |
| 26 | 27 | 28 | 29 | 30 |    |    |

| Пн | Вт | Ср | Чт | Пт | Сб | Вс |
|    |    |    |    |    | 1  | 2  |
| 3  | 4  | 5  | 6  | 7  | 8  | 9  |
| 10 | 11 | 12 | 13 | 14 | 15 | 16 |
| 17 | 18 | 19 | 20 | 21 | 22 | 23 |
| 24 | 25 | 26 | 27 | 28 | 29 | 30 |
| 31 |    |    |    |    |    |    |

## События
- 1493—1593 — Столетняя хорватско-османская война. Серия вооружённых конфликтов между Королевством Хорватия и Османской империей[1].
- 1507—1622 — Португало-персидская война. Ряд вооружённых конфликтов между колониалистской Португалией и вассальным Ормузом, с одной стороны, и Сефевидской империей, поддерживаемой англичанами, с другой[2].
- 1511—1641 — Малайско-португальская война. Вооружённый конфликт XVI-XVII веков, в котором Малаккский султанат при поддержке империи Мин, Голландской Ост-Индской компании (с 1607) и Джохора безуспешно сопротивлялся Португальской империи, стремившейся захватить Малакку и установить контроль над торговлей между Индией и Китаем[3].
- 1566—1609 — первый этап Нидерландской буржуазной революции (Восьмидесятилетняя война). Религиозно-идеологическая, политическая и социально-экономическая борьба Семнадцати провинций за независимость от испанского владычества[4].
  - 1584—1585 — осада Антверпена[5].
- 1578—1590 — Турецко-персидская война[6].
- 1580—1589 — Португало-турецкая война[7].
- 1583—1588 — Кёльнская война[8].
- 1584—1585 — английский пират Уолтер Ралей исследовал часть восточного побережья Северной Америки, названную им Виргинией, и основал там первую английскую колонию.
- 1584—1589 — Календарные беспорядки. Столкновения в Риге между городским патрициатом и бюргерской оппозицией[9].
- Зима — Агентом Филиппа II Балтазаром Жераром убит Вильгельм Оранский. Генеральные Штаты предложили престол Нидерландов Генриху III, но он отказался. Взятие испанцами Ипра, Брюгге и Гента.
- Отряд ливанцев напал на турецкий караван, везший в Стамбул деньги. Султан поручил египетскому паше расправиться с маанидским эмиром (Сирия), обвинённым в нападении. Турецкое войско вторглось во владения Маанидов и подвергло население расправе. Маанидский эмир, засевший в неприступном замке, вскоре умер.
- Хан Бухары Абдулла завоевал Бадахшан, где до этого правили Тимуриды.

## Русское государство
Царствование: 1533—1584 — Иван IV Васильевич Грозный и 1584—1598 — Фёдор Иванович

### Правление Ивана Грозного
- 1581—1585 — Третья черемисская война[10].
- 20 февраля — ничем заканчиваются переговоры по широкому кругу вопросов с английским послом Джеромом Боуса, начатые в 1583 году[11].
- Март —  Иван Грозный, тяжело заболевший в 1583 году, благославляет на царство своего сына Фёдора Ивановича и назначает при нём регентский совет: Годунов Борис Фёдорович, Мстиславский Иван Фёдорович, Шуйский Иван Петрович и по разным сведениям: Захарьин Никита Романович или Бельский Богдан Яковлевич. Сыну Дмитрию Ивановичу даёт в удел Углич со всеми доходами[11][12].
- 12 марта — город Сибирь (Кашлык) осаждён мурзой Карачи[13].
- 18 (28) марта — смерть Ивана Грозного в Москве (17 час. 15 мин). Перед смертью митрополит Дионисий и духовник царя архимандрит Феодосий Вятка постригли его в иноческий чин с именем Иона (по другим сведениям постриг был совершен уже после смерти царя). Погребён в Архангельском соборе Московского Кремля[11].

#### Правление Фёдора Ивановича
- Сразу после смерти отца, Фёдор Иванович делает большой вклад на помин души в Троице-Сергиев монастырь в размере 972 рубля[12].
- Князьям Шуйским были предоставлены исключительные права на получение таможенных доходов и "питейной прибыли" с Пскова и всех его пригородов, а также новые земельные пожалования[14].
- 1584—1586 — Шуйский Иван Петрович возглавил группу представителей титулованной знати — противников Бориса Годунова. После безрезультатного коллективного челобитья Фёдору Ивановичу и его разводе с И.Ф. Годуновой по причине её "неплодства" покинул столицу (возможно добровольно) и уехал в село Лопатничи Суздальского уезда[14].
  - 2 (12) апреля — в результате восстания москвичей Бельский Богдан Яковлевич отстранён от власти и отправлен воеводой в Нижний Новгород при формальном сохранении должности и чина[15].
  - Май — мятеж "чёрных людей", в результате которого в опалу попадают знатные княжеские рода[12].
  - 7 мая — воевода Михаил Безнин во главе специально посланного отряда в битве на Выссе побеждает крымских татар и освобождает полон[16].
  - 24 мая — в результате ожесточённой борьбы за власть после смерти Ивана Грозного, победителем выходит шурин царя — Борис Годунов, который отсылает царицу Марию Нагую с сыном Дмитрием Ивановичем и родственниками в Углич. К Угличу Дмитрий получает на правах удельного княжества гг. Дмитров и Городец[12][17].
    - 1584—1591 — угличское княжество выделено царевичу Дмитрию Ивановичу и его матери М.Ф. Нагой[18].
- 31 мая (10 июня) — проведена коронация нового царя Руси Фёдора Ивановича (1584—1598) в Успенском соборе Московского Кремля[12].
- 7 июня — новый царь Фёдор Иванович вместе с супругой Ириной Фёдоровной уезжает на богомолье в Троице-Сергиев монастырь[12].
- 9 мая  — войско Ермака в результате боя сняло осаду города Сибирь[13].
  - Ермак приказал делать канал, чтобы по водному пути миновать большую кривизну реки Иртыш[13].
    - Ермак ходил с отрядом в верховье Иртыша для покорения проживающих там сибирских татар[13].
- Фёдор Иванович жалует Бориса Годунова должностями: советника, конюшего[12], ближнего великого боярина, наместника царств Казанского и Астраханского[19].
- Борис Годунов, действующий от имени царя, начинает масштабную государственно-административную реформу по укреплению судебной власти на местах, упорядочиванию налогов. Издаются указы об амнистии дворянству, попавшему в опалу при Иване Грозном, которым возвращаются земли и доходы, ранее отнятые у них[12].
- В Москве ведутся переговоры с польскими послами[20].
- 1583—1584 — подавлено восстание на территории бывшего Казанского ханства[21].
- Вспыхнуло восстание башкир[22].
- Мещовск выдержал осаду крымско-ногайских войск[23].
- Пожалование Думным дворянином: Алферьев Роман Васильевич[24].
- Пожалованы окольничеством: Гагин Иван Васильевич, Головин Иван Петрович Большой, Елецкий Дмитрий Петрович, Пешко-Сабуров Иван Иванович, Хворостинин Фёдор Иванович[24].
- Пожалованы боярством: Куракин Григорий Андреевич (ум. 1595), Годунов Степан Васильевич, Шереметев Фёдор Васильевич (ум. 1589), Хворостинин Дмитрий Иванович (ум. 1590), Годунов Григорий Васильевич (ум. 1598), Шуйский Василий Иванович (будущий царь), Годунов Иван Васильевич, Трубецкой Никита Романович, Шуйский Андрей Иванович (ум. 1587), Шестунов Фёдор Дмитриевич (ум. 1597), Куракин Андрей Петрович[24].
- Местничество: 
  - Чорт-Долгорукий Григорий Иванович и Бахтеяров-Ростовский Владимир Иванович (1684-1586)[25].
  - Ласкирев Фёдор Михайлович и Годунов Степан Васильевич[26].
  - Черемисинов и Безнин Михаил (царь оставил их равными)[26].
- На службу Государю выехали родоначальники дворянских родов: Грушецкие (из этого рода Агафья Семёновна, супруга царя Фёдора Алексеевича), Апрелевы, Порошины, Сеченовы, Зотовы и графы Зотовы[27].

### Города и поселения
- 1582—1589 — строительство каменного Астраханского кремля (см. 1558 год)[28].
- 1583—1584 — под руководством воеводы Судимантова М.Ф. построен Кольский острог[29].
- 1583—1584 — по указу царя, близ Михайло-Архангельского монастыря (основан XII век), построена деревянная крепость и основан порт, получившие название Архангельск[30].
- Основан (сов. Йошкар-Ола), как крепость "Царёв город" на присоединённых к Русскому государству землях черемисов (для отличия от других городов с тем же названием его стали писать "Царёв город на Кокшаге" или Царёв Кокшайский. В XVII веке закрепилось название Царёвококшайск)[31].
- Впервые, в Писцовой книге Московского уезда (1584-1586), упоминается деревня Фрязино (сов. г. Фрязино)[32].
- По царскому указу Ивана Грозного, в Малмыже построена крепость[33].
- Основан Яицкий городок.

### Руководители приказов
| Года      | Приказ            | Ф,И,О главы                 | Примечания |
| --------- | ----------------- | --------------------------- | ---------- |
| 1577-1594 | Разрядный приказ  | Щелкалов Василий Яковлевич  |            |
| 1570-1594 | Посольский приказ | Щелкалов Андрей Яковлевич   |            |
| 1570-1588 | Казанского дворца | Щелкалов Андрей Яковлевич   |            |
|           | Судный приказ     | Шуйский Василий Иванович    | Боярин     |
| 1584-1597 | Большого дворца   | Годунов Григорий Васильевич | Боярин     |

## Начало правления
См.также: Список глав государств в 1584 году

## Родились

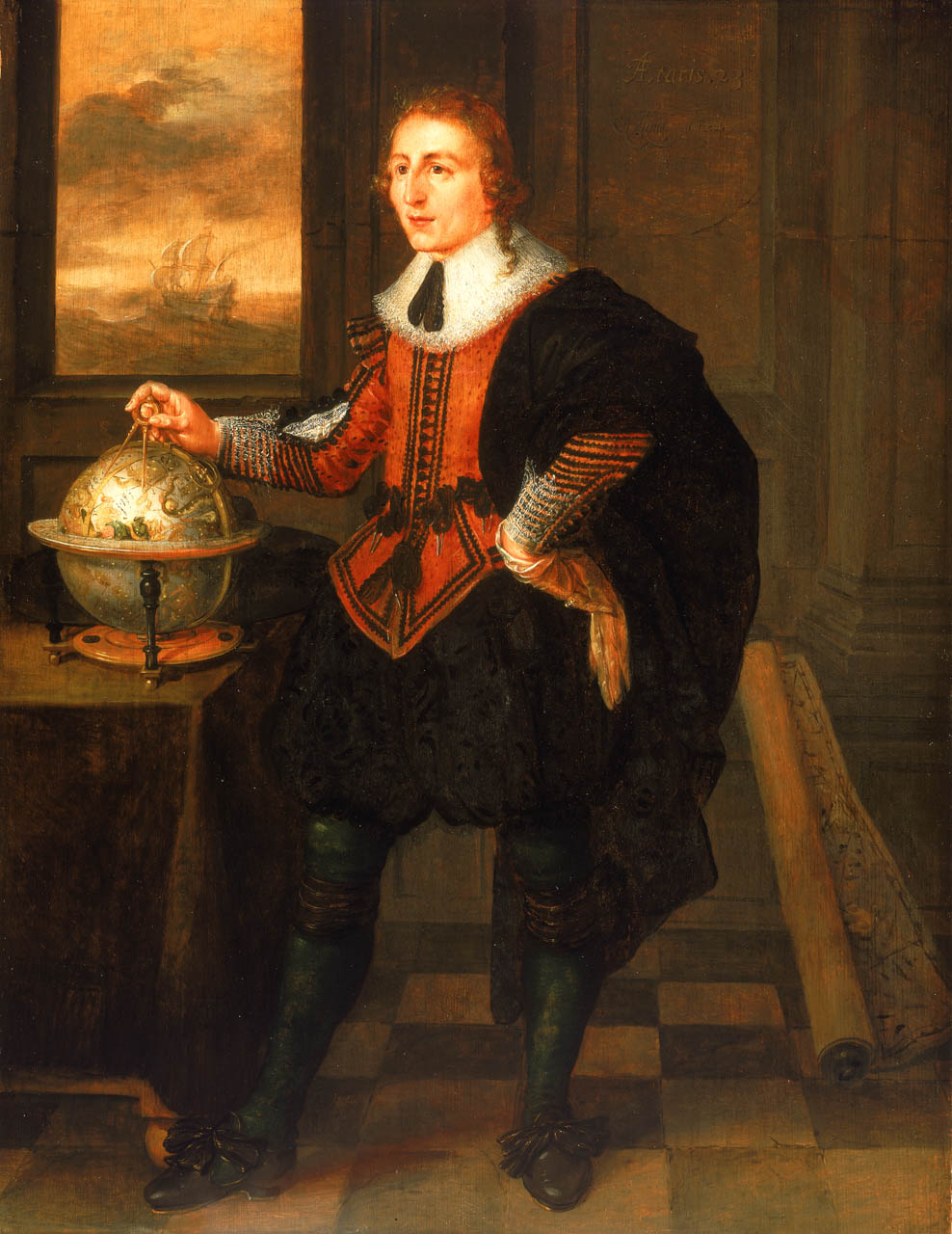
Изображение Уильяма Баффина

См. также: Категория:Родившиеся в 1584 году
- 25 декабря — Маргарита Австрийская, австрийская эрцгерцогиня, с 1599 королева Испании, жена Филиппа III (умерла в 1611 году).
- Барлеус, Каспар — нидерландский учёный и писатель.
- Баффин, Уильям — английский мореплаватель, обнаруживший в 1616 году море, носящее его имя, и остров Баффинова Земля.
- Бомонт, Фрэнсис — английский драматург яковианской эпохи, с 1607 по 1613 гг. написавший не менее 10 пьес вместе с Джоном Флетчером.
- Галлас, Матиас — фельдмаршал имперских войск, участник Тридцатилетней войны.
- Катарина Шведская — шведская принцесса, дочь шведского короля Карла IX и Марии Пфальцской, мать короля Карла X Густава.
- Симеон Лехаци — армянский писатель, путешественник
- Фредерик-Генрих Оранский — младший сын Вильгельма Оранского, штатгальтер Нидерландов с 1625 по 1647 год.
- Михаэль Альтенбург — немецкий богослов и композитор.

## Скончались

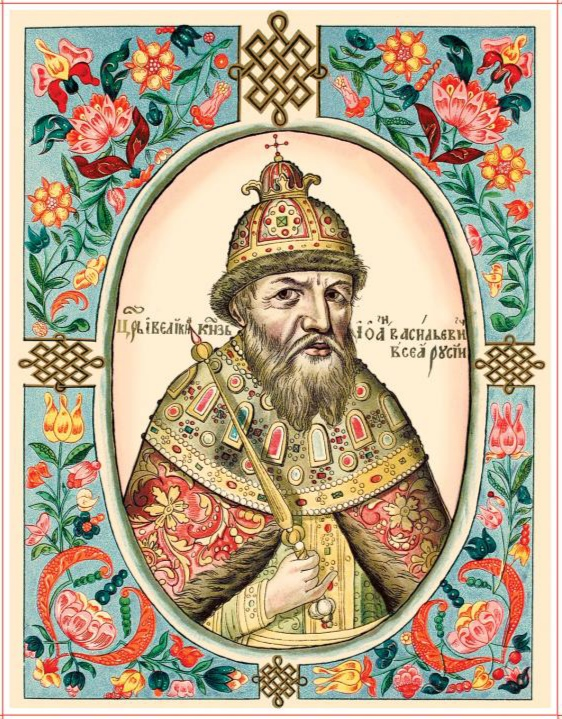
Изображение Ивана Грозного

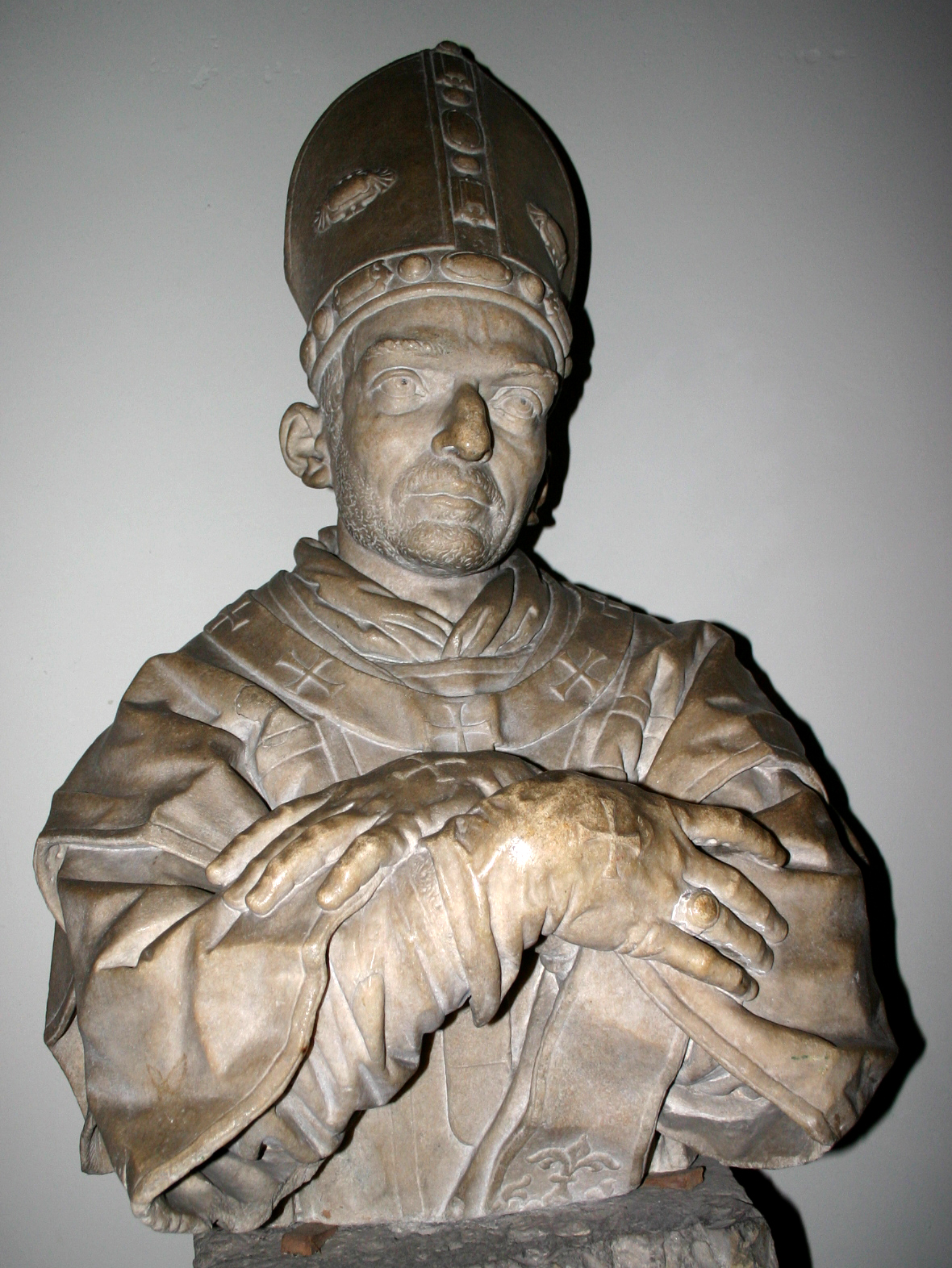
Скульптурное изображение католического святого Карло Борромео

См. также: Категория:Умершие в 1584 году
- 18 (28) марта — Иван IV Грозный, первый царь всея Руси (родился в 1530 году).
- 27 апреля — Николай Радзивилл Рыжий, государственный деятель Великого княжества Литовского, великий гетман литовский в 1553—1566 и 1576—1584 годах, великий канцлер литовский с 1566 года, воевода трокский (родился в 1512 году).
- 10 июля — Вильгельм I Оранский, по прозвищу Молчаливый, принц Оранский, граф Нассауский, первый штатгальтер (статхаудер) Голландии и Зеландии, один из лидеров Нидерландской буржуазной революции (родился в 1533 году).
- 24 июля — Бальтазар Жерар, фанатик-католик, убийца Вильгельма I Оранского (родился в 1562 году).
- 22 августа — Ян Кохановский, польский поэт (родился в 1530 году).
- 3 ноября — Карло Борромео, кардинал и католический святой (родился в 1538 году).
- 4 (14) ноября — Симон Блаженный, православный святой, юродивый.
- Бабингтон, Энтони — глава заговора с целью освобождения из заключения Марии Стюарт, которую в Англии в Шеффилдском замке содержала под неусыпным присмотром королевы Англии и Ирландии Елизавета I. Убийство последней также входило в планы заговорщиков.
- Диас дель Кастильо, Берналь — испанский конкистадор, участник экспедиции Эрнана Кортеса. Автор хроники «Правдивая история завоевания Новой Испании» (1557—1575) — важного источника по конкисте.
- Колонна, Маркантонио — герцог-принц Пальянский, средневековый итальянский генерал и адмирал.
- Ли И — корейский учёный, политик и писатель.
- Пурбус, Петер — нидерландский художник периода Возрождения.
- Толедо, Франсиско де — испанский военачальник, политический деятель, вице-король Перу с 26 ноября 1569 до 23 сентября 1581.
- Эркюль Франсуа де Валуа — младший сын короля Франции Генриха II и Екатерины Медичи, единственный из четырёх братьев, так и не ставший королём.